# Iztok Puc
Iztok Puc (* 14. September 1966 in Slovenj Gradec, Jugoslawien; † 20. Oktober 2011 in San Diego, Vereinigte Staaten) war ein slowenisch-kroatischer Handballspieler und -funktionär. Er ist der einzige Handballer, der mit drei verschiedenen Nationalmannschaften an den Olympischen Sommerspielen teilnahm. Mit Kroatien wurde der linke Rückraumspieler 1996 Olympiasieger.

## Karriere

### Vereine
Puc wechselte 1986 von RK Šoštanj zu RK Borac Banja Luka, wo er früh zu einem der besten Spieler der jugoslawischen Staatsliga reifte. Nachdem er sich 1990 Zagreb-Chromos anschloss, begann eine Zeit, in der er zahlreiche nationale und internationale Titel erringen konnte. Mit Zagreb wurde er je viermal Meister und Pokalsieger. Außerdem gewann er mit dem Klub zweimal den Europapokal der Landesmeister. Im Finale der Saison 1992/93 spielte Puc eine tragende Rolle. Im Rückspiel gegen die SG Wallau/Massenheim verhinderte er Sekunden vor Schluss mit einem Treffer die Verlängerung und warf Zagreb damit zum Titel. Von 1994 bis 1999 spielte er für RK Celje und gewann mit dem Verein alle in dieser Zeit ausgespielten nationalen Meisterschaften und Pokale. Mit Prule 67 Ljubljana (1999–2002) holte er in der Saison 2001/02 noch einmal die slowenische Meisterschaft sowie den Pokal. Danach beendete er seine Laufbahn als Spieler.

### Nationalmannschaften
Seinen ersten großen Erfolg feierte Puc mit der U-21-Nationalmannschaft Jugoslawiens bei der Weltmeisterschaft 1987, als die Mannschaft den Titel erringen konnte. Bereits ein Jahr später holte er mit der A-Nationalmannschaft bei den Olympischen Sommerspielen in Seoul die Bronzemedaille. Nachdem er kroatischer Staatsbürger wurde, gewann er mit der kroatischen Nationalmannschaft jeweils Gold bei den Mittelmeerspielen 1993 und 1996 bei den Olympischen Spielen in Atlanta. Außerdem wurde er mit dem Team Vize-Weltmeister 1995 und Dritter bei der Europameisterschaft 1994. Von 1998 bis 2000 spielte Puc für die slowenische Nationalmannschaft und schaffte mit der Qualifikation für die Olympischen Spiele 2000 in Sydney den Rekord, als bis heute einziger Handballspieler für drei Nationen an Olympischen Spielen teilgenommen zu haben.

## Ruhestand, Krankheit & Tod
Nach seiner aktiven Karriere wurde er Sportdirektor bei Prule 67 Ljubljana.
2005 wanderte er mit seiner Frau Jasenka (Tochter des Handball-Olympiasiegers von 1972 Hrvoje Horvat) nach Florida aus, um ihren einzigen gemeinsamen Sohn Borut bei seiner Tenniskarriere zu unterstützen.
Im April 2011 wurden bei Puc erste Anzeichen eines Krebsleidens festgestellt. Nachdem sich die Krankheit von der Lunge auf die Leber ausgebreitet hatte, verstarb er am 20. Oktober 2011 in einem Krankenhaus im US-amerikanischen San Diego.

## Erfolge
- Jugoslawischer Meister (1): 1991
- Kroatischer Meister (3): 1992, 1993, 1994
- Slowenischer Meister (6): 1995, 1996, 1997, 1998, 1999, 2002
- Jugoslawischer Pokalsieger (1): 1991
- Kroatischer Pokalsieger (3): 1992, 1993, 1994
- Slowenischer Pokalsieger (6): 1995, 1996, 1997, 1998, 1999, 2002
- Europapokalsieger der Landesmeister (2): 1992, 1993
- Olympiasieger (1): 1996
- Mittelmeermeister (1): 1993
- U-21-Weltmeister (1): 1987

## Ehrungen, Auszeichnungen & Gedenken

### Persönlich
- Wahl zum MVP der U-21-Weltmeisterschaft – 1987
- Wahl zum besten Sportler des Gesamtvereins Borac Banja Luka – 1987
- Erhalt der Red-Danice-hrvatske-Dekoration – 1995
- Erhalt des Franjo-Bučar-Staatspreis für Sport – 1996
- Ernennung zum besten Handballspieler Sloweniens aller Zeiten – 2009
- Aufnahme in die Hall of Fame slowenischer Sportler – 2016

### Als Namensgeber
- Iztok Puc-Award – seit 2013[7]

### Gedenktafel
- Plakette an der Kutija šibica in Zagreb – 2016[2]